# Tha Chana
Tha Chana (em tailandês: อำเภอท่าชนะ) é um distrito da província de Surat Thani, no sul da Tailândia. É um dos 19 distritos que compõem a província. Sua população, de acordo com dados de 2012, era de 53 781 habitantes. Sua área territorial é de 687,4 km².

## História
O distrito já é bastante antigo. Originalmente chamado Prasong (ประสงค์), era um distrito subordinado de Mueang Lang Suan. Em 1906, ele foi transferido para Mueang Chaiya, que é hoje a província de Surat Thani. A sede do distrito estava na atual Ban Tha Krachai. Em 1909, como parte da reforma administrativa da província, foi transferido para ser administrado diretamente pelo distrito de Phum Riang, hoje distrito de Chaiya. O restante da área foi reduzido para um distrito menor que, em seguida, tornou-se também um subordinado do distrito de Phum Riang. Em 29 de junho de 1919, foi abolido completamente.
Como a área desenvolveu-se muito nas décadas seguintes, o distrito foi recriado em 1 de janeiro de 1948, como um distrito menor. A sede do distrito menor ficou em Ban Nong Talad Wai em tambon Tha Chana, assim, o distrito também foi chamado Tha Chana. Em 5 de junho de 1956, foi elevada à categoria de distrito, que mantém até os dias atuais.